# كريستيان شرايبر (لاعب كرة قدم)
كريستيان شرايبر (بالألمانية: Christian Schreiber)‏ هو لاعب كرة قدم نمساوي في مركز الوسط، ولد في 25 نوفمبر 1977 في سبيتال دراو في النمسا. لعب مع أوستريا فيينا.

## وصلات خارجية
- كريستيان شرايبر (لاعب كرة قدم) على موقع قاعدة بيانات كرة القدم.إي يو (الإنجليزية)
- كريستيان شرايبر (لاعب كرة قدم) على موقع عالم كرة القدم.نت (الإنجليزية)